# Lengyel János (író)
Lengyel János (Beregszász, 1973. június 20.–) magyar író, újságíró, történész, humorista.

## Élete
Édesanyja jóvoltából, már korán megtanult, írni-olvasni, kisiskolásként írta első zsengéit.
"Eszmélésem óta vonz az újságírói hivatás, emellett a szépirodalom művelése. A múlt század 80-as éveinek közepén kezdtem írni."
A legtöbb kárpátaljai írótól eltérően, nem versekkel kezdte, ma is inkább prózát ír. Iskolás évei alatt több cikket írt az intézmény faliújságjába. Első újságcikkei 1987-től jelentek meg a Kárpáti Igaz Szó, a Vörös Zászló és a Kárpátontúli Ifjúság című lapokban. 1989-ben már szépirodalmi műveket is publikált. A Vörös Zászló szerkesztőségében dolgozott Füzesi Magda, aki a lap irodalmi mellékletét is szerkesztette. Lengyel János tőle kapta az első szakmai kritikákat. A lap másik munkatársa, Balogh Irén segédkezett, hogy minél nagyobb tapasztalatra tegyen szert az újságírás terén.
„Említettem, hogy Beregszászon születtem, az Ardai-hegy lábánál, a Vérke folyó partján. Ez mindmáig a „legmagyarabb” város Kárpátalján, annak ellenére, hogy a közelmúltban itt is kék-sárgára festettek sok épületet. Én még szovjet állampolgárként érkeztem az árnyékvilágba, aztán később ukrán lettem. Mármint állampolgár. Amúgy kétlaki vagyok, igaz, mostanában ritkábban látogatok haza, amit gondolom megért. 1994-ben Százhalombattán, az erőmű bővítésén kaptam munkát, azóta élek Magyarországon, hosszabb-rövidebb megszakításokkal. Ukrajna gazdasági helyzete abban az időben hasonlatos volt a mostanihoz, csak éppen nem folyt polgárháború. Szóval nem volt munkalehetőség, a tartalékaink elfogytak, lépnem kellett. Először Kazahsztánba készültem, de szerencsére közben adódott egy lehetőség, amiről már szót ejtettem. Egyébként a Magyarországon vendégmunkásként eltöltött éveket a 2008-ban az ungvári Intermix Kiadó gondozásában megjelent Fallal az arcnak című kötetemben örökítettem meg. Később elvégeztem az ELTE BTK történelem szakát, no meg újságírói végzettséget is szereztem.” – Lengyel János
1990-ben érettségizett, a magyar tannyelvű 4. számú Beregszászi Kossuth Lajos Középiskolában. Az utolsó pillanatban, családi okok miatt visszalépett az Ungvári egyetemre való felvételitől. Akkor még nem volt lehetőség a Magyarországon való továbbtanulásra, ezért ez hosszú időre elnapolódott.
1990 nyarától 1994 tavaszáig a beregszászi Május 1 Bútorgyárban dolgozott, mint bútorcsomagoló, betanított asztalos, majd kőműves. Közben bedolgozott a Beregszászon kiadott, rövidéletű Szivárvány című lapnál, de cikkei jelentek meg a Beregi Hírlapban is. Néhány évig magyarországi zenei fanzine-okban publikált. A Szivárványt Tóth Károly szerkesztette, de a lapnál dolgozott Balogh Miklós és Rácz Zsuzsanna is. Miután a bútorgyár a csőd szélére sodródott, őt is elbocsájtották. Több hónapig volt munka nélkül, ekkor számos közvetítő céggel készült hol Kazahsztánba, hol Oroszországba, hol az Északi-tengeren lévő dán fúrótoronyra dolgozni. Végül 1994 végén Százhalombattára került, ahol a Dunamenti Erőmű bővítésén vett részt, de többek között dolgozott a MOL Finomítóban, a Magyar Villamos Műveknél, Budapesten a Külügyminisztérium felújításán, Mártélyon, Makovecz Imre építész hétvégi házának építésén stb. Százhalombattán találkozott Tar Bélával, aki akkor Kárpátalján már ismert költőnek számított.

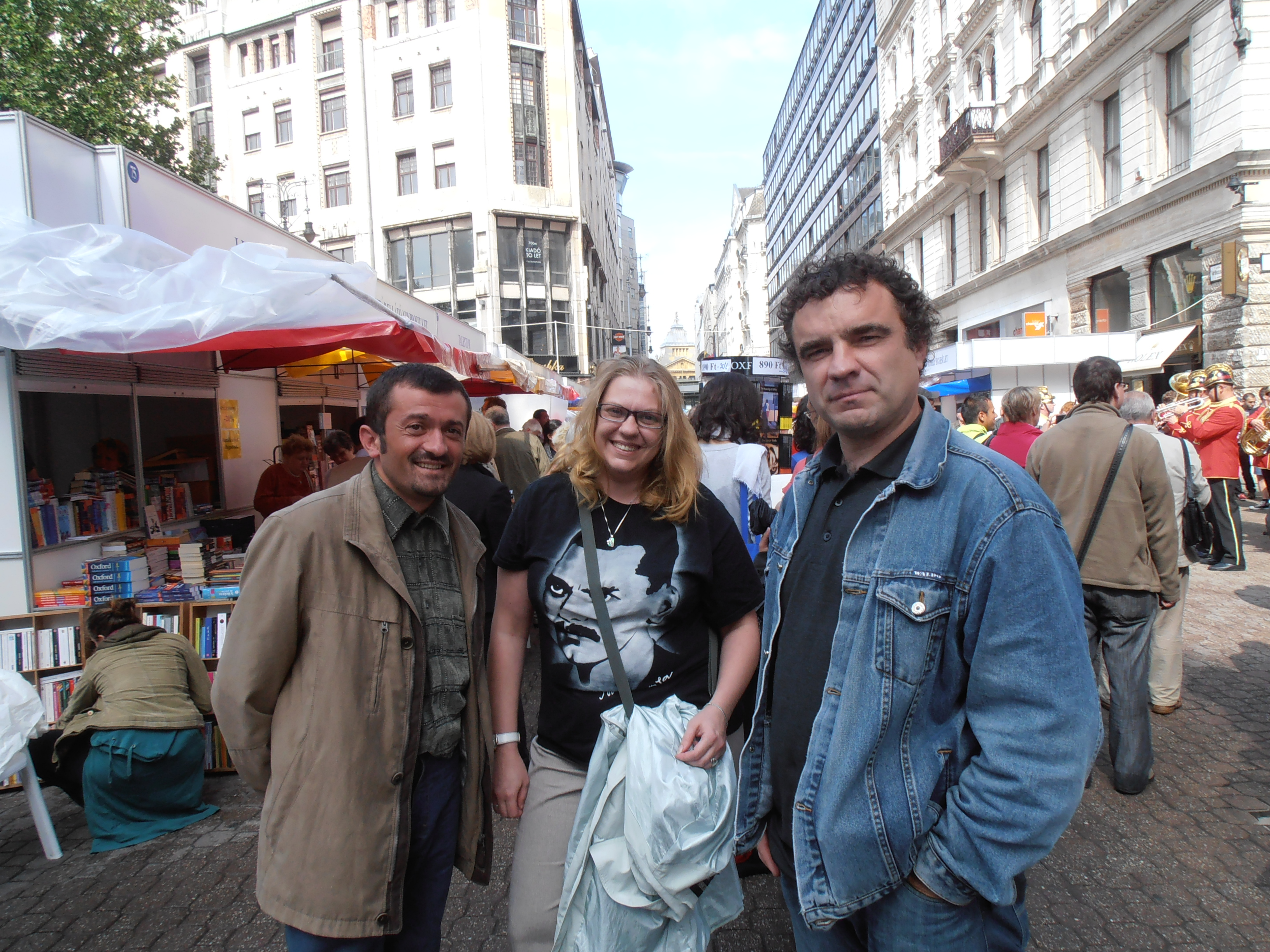
Könyvhéten Bakos Kis Károllyal és Lőrincz P. Gabriellával

„Már említettem, hogy a kényszer, a megélhetés késztetett arra, hogy lépjek. Sajnos olyan helyzetbe kerültem a 90-es évek derekán, hogy odahaza már a létfenntartásomat sem tudtam megoldani. Következett majd tíz év a magyar iparban. Százhalombatta volt az első állomás, az erőmű, majd a finomító. Aztán Budapest, Székesfehérvár, Mártély, Dunaharaszti, Budapest, Dunaújváros stb. Voltam kőműves, ács, állványozó, festő, bádogos, kertész, asztalos, útász, általános karbantartó, favágó, vasszerelő stb. Eleinte mellbe vágott az a negatívum, amit a helyiek tápláltak irántunk. Sokuk szemében Lengyelként még mindig ukrán vagyok, magyar létemre. De aztán találkoztam rengeteg jó emberrel, az igazi magyarokkal, akiknek a szívük is magyar nemcsak a személyi igazolványuk.”

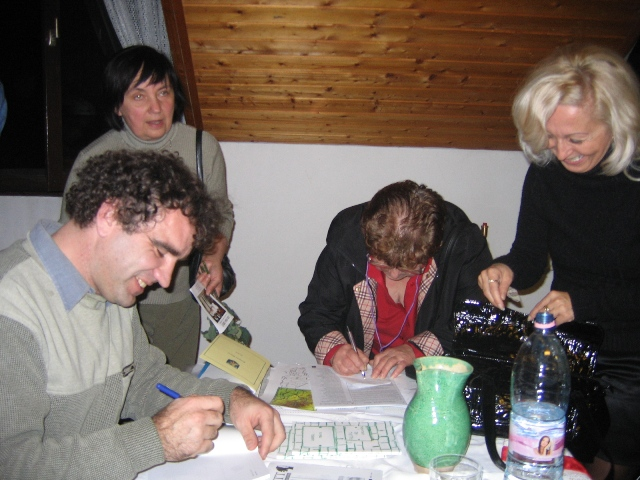
Dedikálás

1995-ben ismerkedett meg Bakos Kiss Károly költővel. Ekkor már többtucat cikke jelent meg különböző újságokban, és néhány szépirodalmi írását is közölték, főként szamizdat, vagy underground kiadványok.
1995-ben, a már említett Bakos Kiss Károllyal, levelet írtak Balla D. Károlynak, a korszak egyik vezető irodalmárának, a borítékban elküldték néhány írásukat, Balla válasza meghatározó volt mindkettőjük számára. Még ebben az évben megalapították a rövid életű Szabó Dezső Magyar Szellemi Műhelyt. Lengyel János, a magyar iparban eltöltött évtized során sem hagyta abba az írást. Az itt szerzett tapasztalatokra építve írta meg például a Fallal az arcnak című könyvét. Tevékenyen részt vett a Magyar Műveltség Szolgálat munkájában. Itt ismerkedett meg többek között, Lezsák Sándor íróval, az Országgyűlés alelnökével, aki 2002-ben kiadta első könyvét, Kárpátaljáról jöttem címmel. Lezsák mutatta be Vári Fábián László, József Attila-díjas költőnek, aki révén bekerült a kárpátaljai magyar művész társadalomba. Ekkor ismerkedett meg Nagy Zoltán Mihály, József Attila-díjas íróval, az Együtt folyóirat akkori szerkesztőjével. Azóta az Együtt állandó szerzői köréhez tartozik. Fontos ismeretség számára, Dupka György lágerkutató, könyvkiadó, aki később számos kötetét jelentette meg.

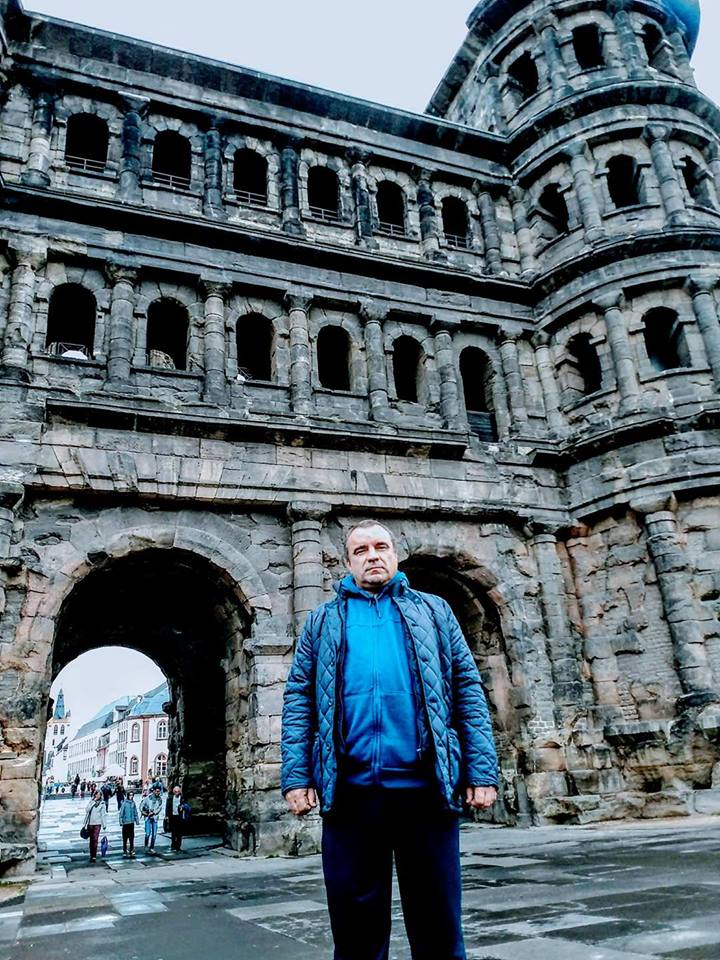
A Porta Nigra előtt

Továbbtanulási álma csak alapos késéssel válhatott valóra, 2011-ben végzett az ELTE BTK történelem szakán, közben elvégezte az egyetem afrikanisztika kurzusát. Tanulmányai során nagy segítséget kapott Rétháti György nyugalmazott mérnöktől, Urbán Magdolna minisztériumi alkalmazottól, Lajtai Mariann tanártól és sokan másoktól.
2002-től tagja a Magyar Újságírók Közösségének.
2009-ben tagja lett a Független Újságíró Szövetségnek, ami jelenleg a Kárpát-medencei Újságírók Egyesülete nevet viseli.

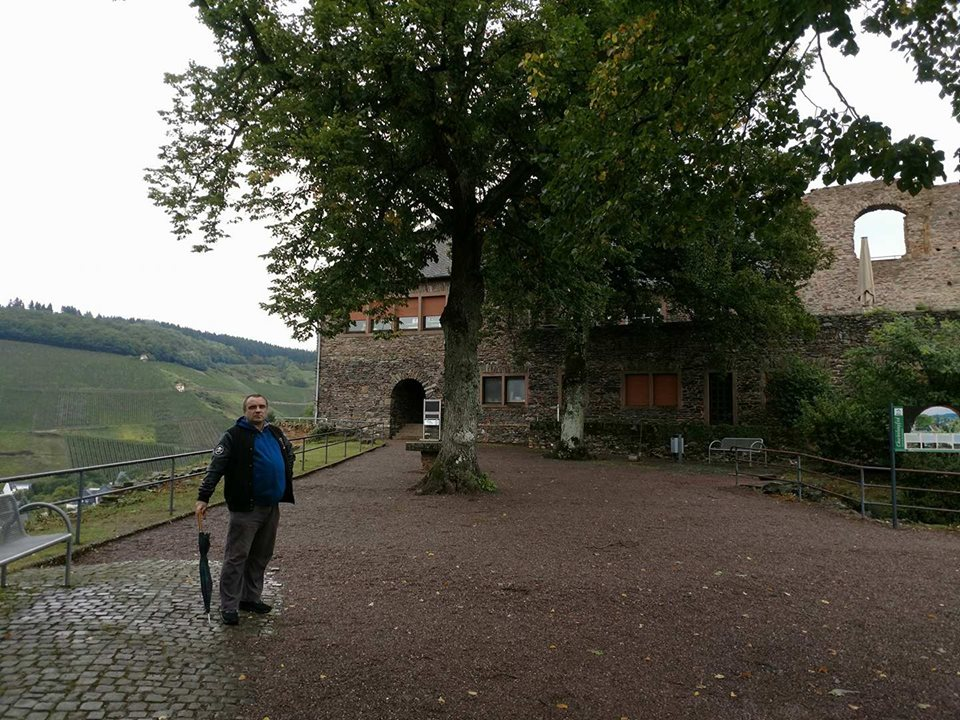
A Sarburgi várban

2009-ben felvettek a Magyar Írószövetségbe, aminek azóta is a tagja.
Alapítója a 2005-ben Balatonföldváron alakult Kárpátaljai Írók Költők Művészek Magyarországi Alkotó Közösségének, 2013-as átalakulása után néhány hónapig a már Kárpátaljai Irodalmárok Művészek Alkotó Közössége névre hallgató szervezet titkára volt.
2007-ben belépett az Unitárius Alkotók Társaságába, a szervezet Partium című folyóiratának állandó szerzője.

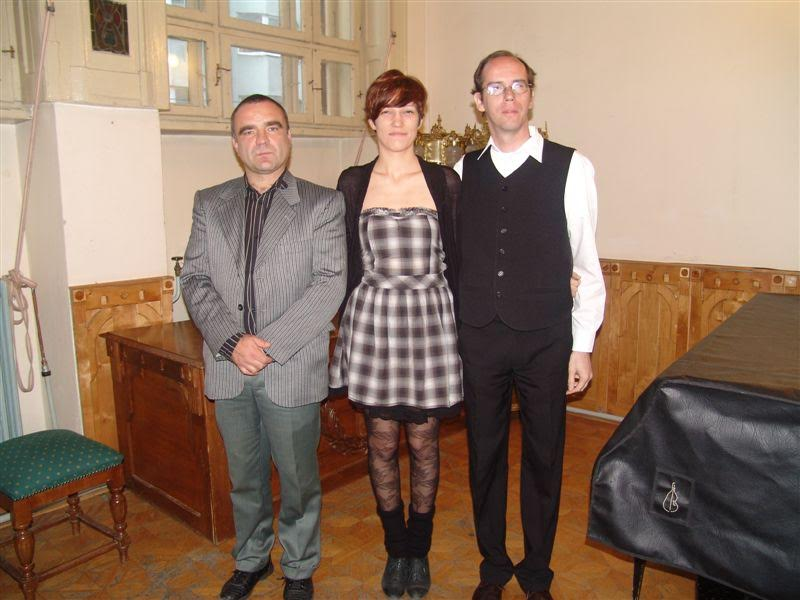
A Ketten kedden zenekarral

Állandó szerzője a Magyar Írószövetség Kárpátalja Írócsoportja Együtt című irodalmi folyóiratának, a Budapesten székelő Kárpátaljai Szövetség Kárpátaljai Hírmondó című negyedéves folyóiratának, az egri Agria, a kaposvári Búvópatak, a Partium, az Újnautilusz és a Magyar Múzsa című folyóiratoknak.
A Beregszászon székelő Kárpátalja.ma, a Kárpátinfo és a Beregi Hírlap nevű kárpátaljai napi- és hetilapok magyarországi tudósítója.
A Kárpát-medencei Újságírók Egyesülete honlapján a Kárpátalja rovatot vezeti.
Ezek mellett írásai jelentek meg a Bárka, a Magyar Napló, az Újhegyvidék, a Tárogató, a Kláris, az Irodalom Visszavág, a Havi Szemle, a Zempléni Múzsa, a Várad, a Kamélon.online, az Irodalmi Jelen, a Szózat, az Árkád stb. irodalmi és közéleti folyóiratokban.
Zsurnalisztaként publikált: Blikk, Vörös Zászló (Kárpátalja), Tárogató (Kárpátalja), Mentor, Szabad Föld, Magyar Nemzet, Új Idők, Budai Polgár, Jó Napot (Kárpátalja), Szivárvány (Kárpátalja), Százhalombattai Hírtükör, Ukrajnai Magyar Krónika (Kárpátalja), Naplopó (Kárpátalja), Nemzetőr, Kárpáti Igaz Szó, Nemzeti Hírmondó, Comitatus, EuroAstra, Beregszász, .

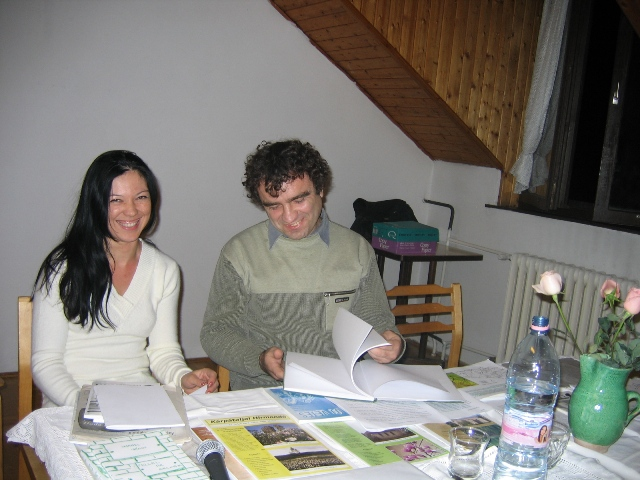
Gabival felolvasóest

Sok helyen, számos kulturális eseményen lépett fel, rendszeresen részt vesz a kárpátaljai irodalmi táborban és irodalmi karavánokon. A KIMAK titkáraként, havi rendszerességgel, évekig szervezett kulturális műsorokat. Önálló műsorával eddig többször fellépett Magyarországon, Szlovákiában, Ausztriában és Németországban, mígnem 45 éves korára megvolt az első önálló irodalmi estje a Beregszászi Járási Könyvtárban, Varga Éva igazgató jóvoltából.

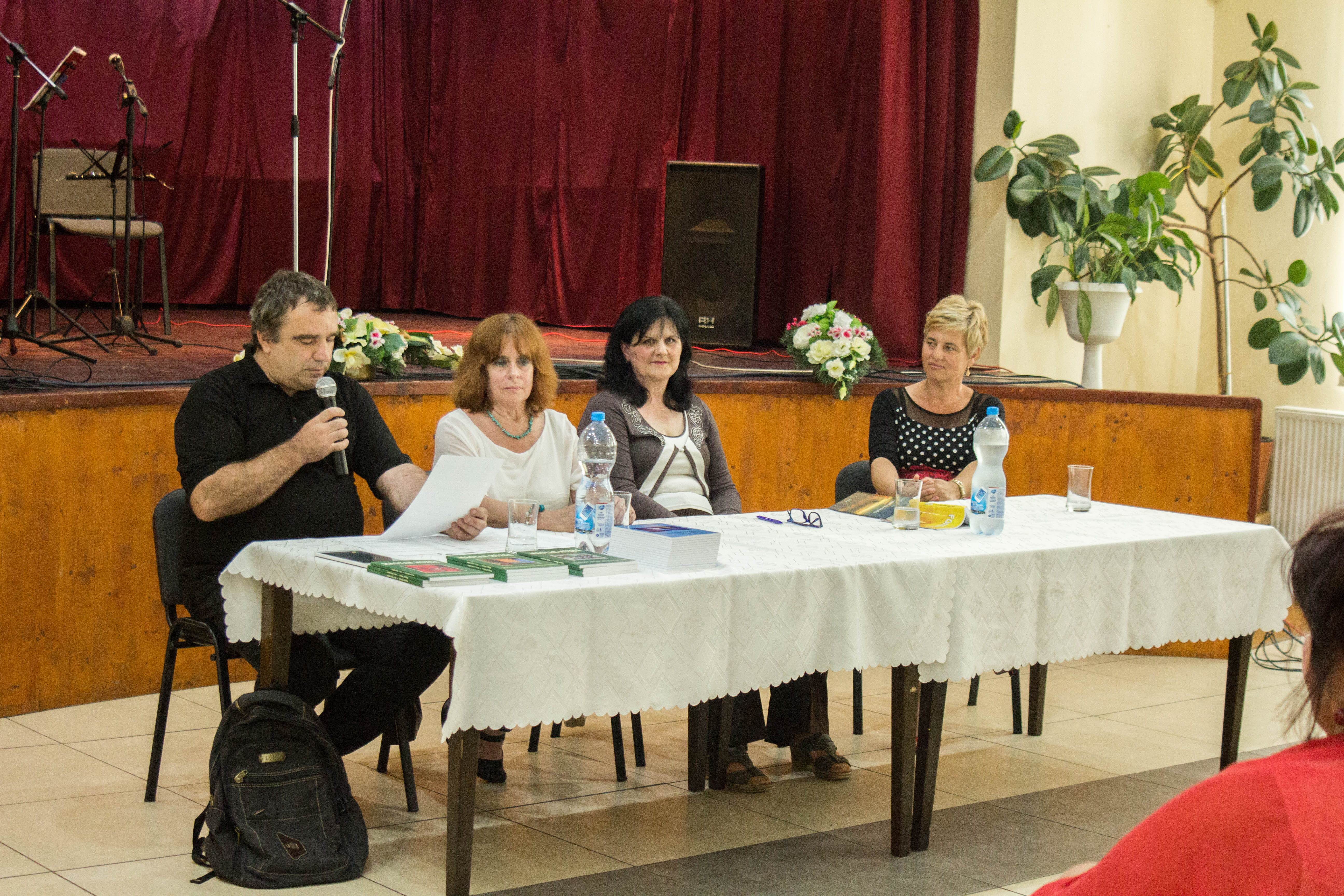
Felolvasok Kistárkányban

Saját bevallása szerint ritkán ír verseket, ennek ellenére, több költeményét megzenésítette az Osztováta zenekar, a Credo verséneklő együttes, a Viháncos Duó és Baráth G-Man Ferenc, beregszászi rapper. 2017-ben új utakra lépett, amikor szerepelt G Man két videóklipjében, amiket Budapesten forgattak.

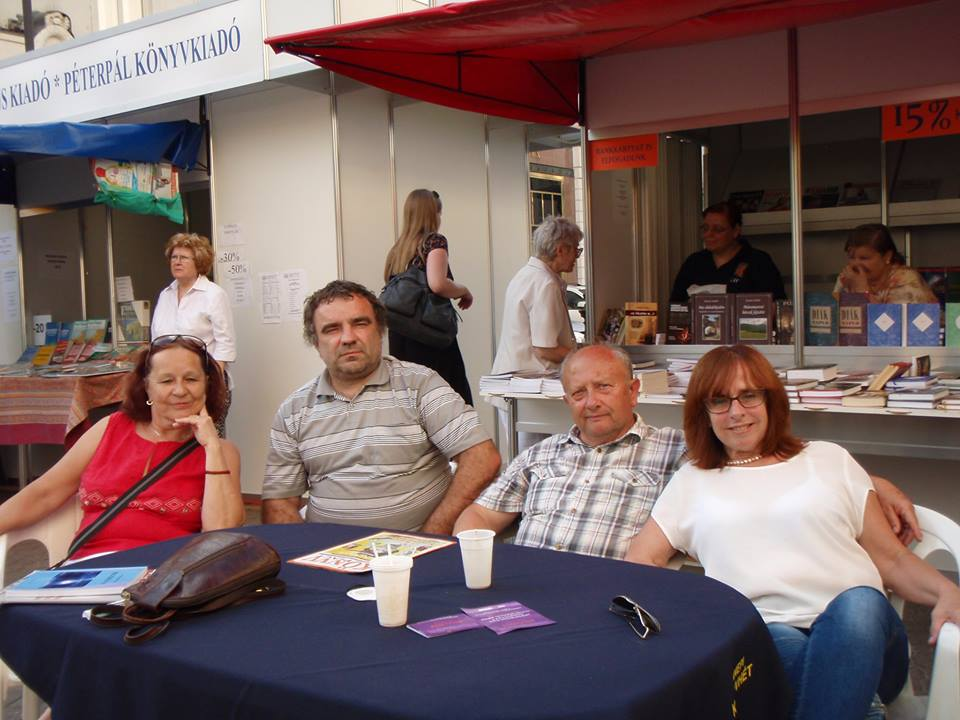
Hilda, Oros, Lengyel, 2017 Könyvhét

## Önmagáról és róla
"Leendő történészként előszeretettel nyúl ellentmondásos történelmünk ilyen-olyan figuráihoz, a volt Szovjetunióban megélt élményeit az akkori "nagyok" kifigurázásában jeleníti meg." /Koszták István/
"Ön vele született. Jól fejlett íráskészséggel rendelkezik. Olyannyira, hogy a művei képesek megérinteni olvasójukat – és azt hiszem, hogy ez nagyon fontos, talán a legfontosabb." /Nagy Zoltán Mihály/
"Számomra az írás több, mint a sorjázó gondolatoknak betűk, szavak és mondatok formájában történő rögzítése a papíron: kísérlet a menekülésre önmagam és az elmúlás elől."
"...Szülőföldje Lengyel Jánosnak, aki egy magyarországi munkásszálláson, az egésznapos fizikai munka után egy csendes zugot keres és írja, írogatja a maga mondatait a kárpátaljai magyarság harmadik évezred elejei történetéhez..." /Tábori Kálmán/

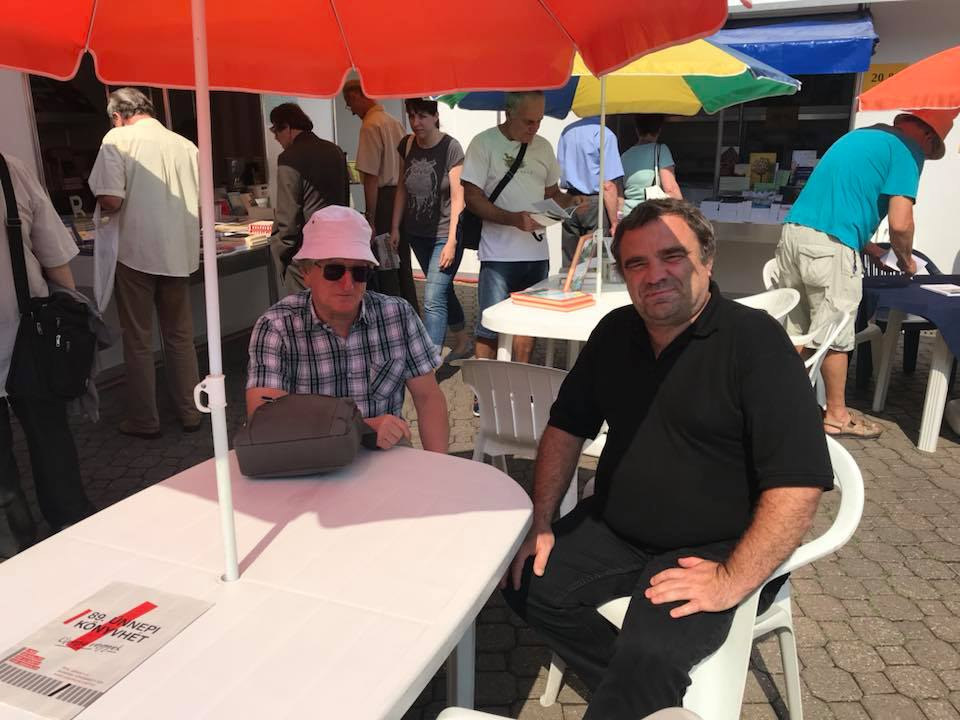
Kovács Sándorral a Könyvhéten

„1990 óta publikálok rendszeresen, akkor még főleg kárpátaljai kiadványokban, interjúkat is jóval előbb készítettem már, mielőtt 2009-ben a Független Újságírók Szövetségének tagja lettem. Mint korábban említettem, főként prózát írok: tanulmányt, esszét, karcolatot, humoreszket, pamfletet, beszámolót, interjút, riportot, elbeszélést, novellát, aforizmát stb. Igaz, hogy már legalább egy tucat irodalmi folyóiratban és egyéb kiadványokban jelentek meg verseim. E téren az eddigi legjelentősebb elismerésem, hogy 2014-ben két művemet beválogatták Az év versei című antológiába, továbbá felkerültek a hasonló névre hallgató cd-re is.” /Lengyel János/
„A valóság szaga (2006) már látható fejlődést mutat: a finom iróniával sikerül érdekessé tenni a kissé kopott realisztikus leírásokat, továbbá említést érdemelnek a különféle nyelvi játékok is. A Fallal az arcnak (2008) viszont sokkal egységesebb írói törekvést tár elénk. A vendégmunkási létet bemutató, általában csattanóra kiélezett rövid történetek magukban hordoznak egyfajta – a társadalomból való kivetettséggel társuló – szemtelenséget, amely közel hozza Lengyel János prózavilágát Tersánszky Kakuk Marci-történeteihez. Aforizmakötetében (Lyukkal bélelt zsebem avagy hogyan írjunk angolokat? Aforizmák, 2009) a nyelvvel való játék kerül előtérbe.” /Csordás László, irodalomkritikus/
„Mindig is elfogult voltam Lengyel Jánosnak a Magyarországon dolgozó kárpátaljai vendégmunkások életkörülményeit vizsgáló írásait illetően. Meg vagyok győződve arról, hogy nála jobban senki nem tudja feltérképezni ezt a társadalmi réteget, hiszen egy évtizeden át a maga bőrén tapasztalta mindazt, amit papírra vetett például „A valóság szaga”, című, 2006-ban az Intermix Kiadó gondozásában megjelent kötetében, vagy az „Fallal az arcnak” (Intermix Kiadó, 2008.) című gyűjteményben megjelent írásaiban.” /Füzesi Magda/

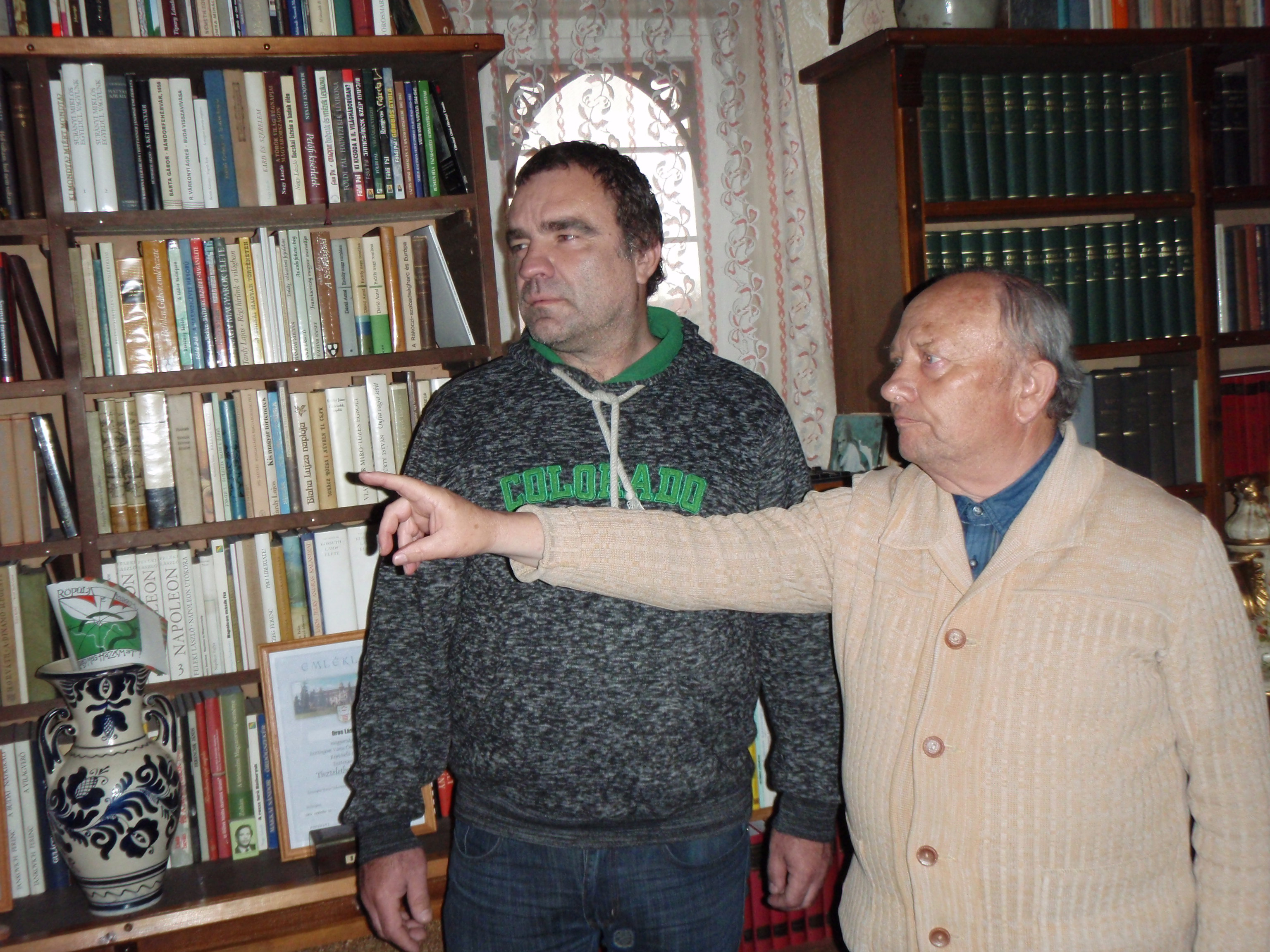
Oros Lászlóval a könyvtárban

## Részletek írásaiból
„Lassan belefáradtam minduntalan megmagyarázni, hogy nem vagyok ukrán. Magyar vagyok, és nem beköltöztem Ukrajnába, hanem Ukrajna jött el hozzánk, vendégségbe. És ott is maradt. Végleg. Mulatságos volt látni az arcokat, amikor a szüntelen ukránozásra rávágtam, hogy én nem ukrán vagyok, hanem Lengyel. A legtöbben a meglepődés után, egy sajátos logikát követve, megkérdezték.
- Most akkor nem magyar vagy?”
Kárpátaljáról jöttem. 2003. Könyv.
„Tömegsport:
A szex olyan, mint a foci: mindenki ért hozzá, de kevesen művelik profi szinten.
De azért jó elfocizgatni alkalom adtán, ha nem is igazolt játékosként, csak úgy, a magunk örömére.”
Lyukkal bélelt zsebem, avagy Hogyan írjunk angolokat? 2009. Könyv.

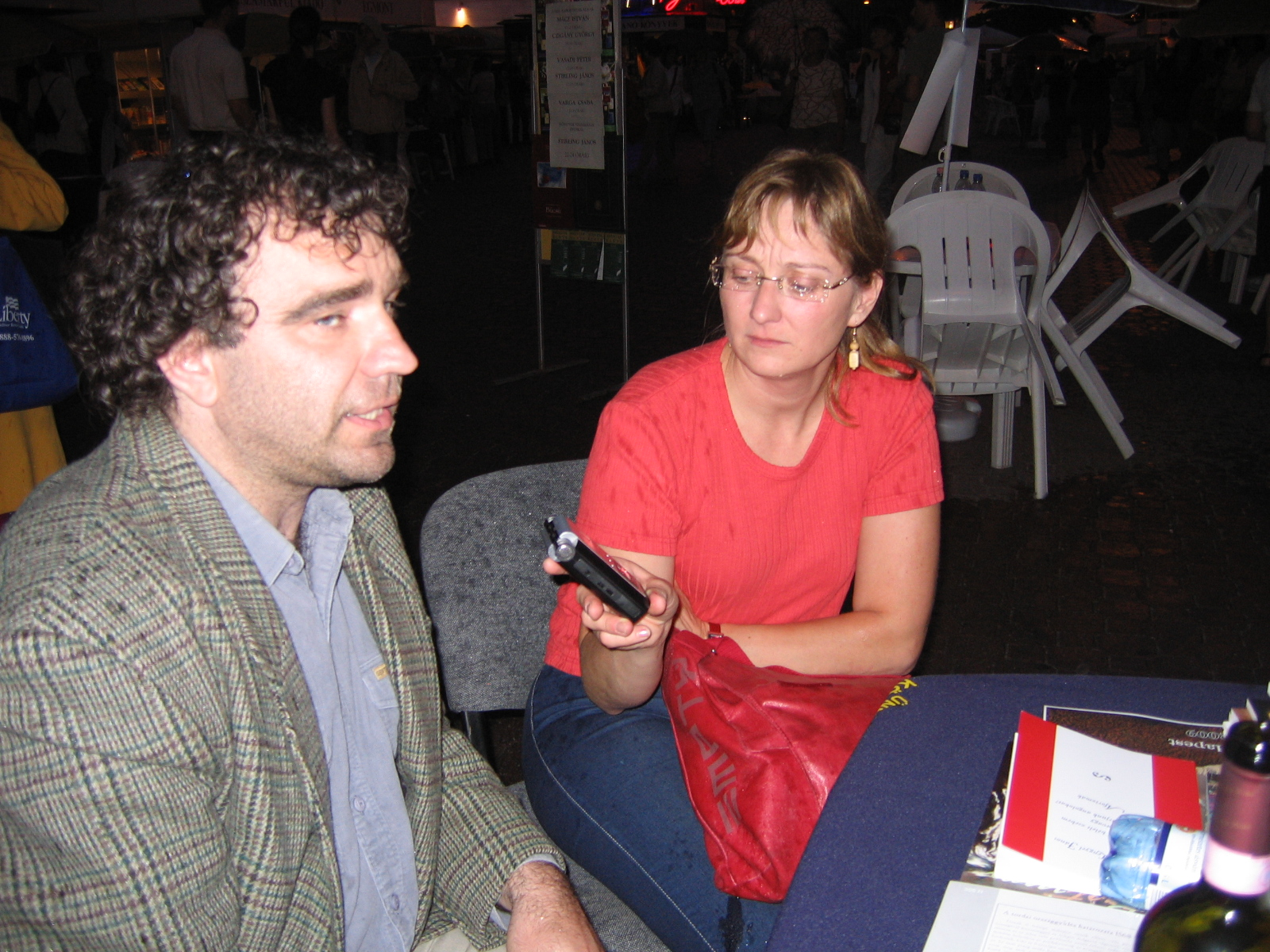
Veres Emese interjút készít velem

„Kárpátaljára sokadszorra borult rá a sötétség, s mind behunyta szemét, aki ilyenkor álmodja életét. Létét a párnák mélyébe rejtve forgatják független játékfilmjüket. S ki nyer, ki nem, előbbi mindig valakinek a fia, mert a téma az utcán hever, agyonverték narkós bandatagok, kései hívei Souvennak, ki nyalásig imádta Napóleont. Kishaza lakói, kiket megszállva tart Leprózia, egymásra zúdítják sirámaikat, a legtöbb könnyet mégis önmagukért ejtik.”
Mitracsek úr visszatér. 2019. Könyv. 

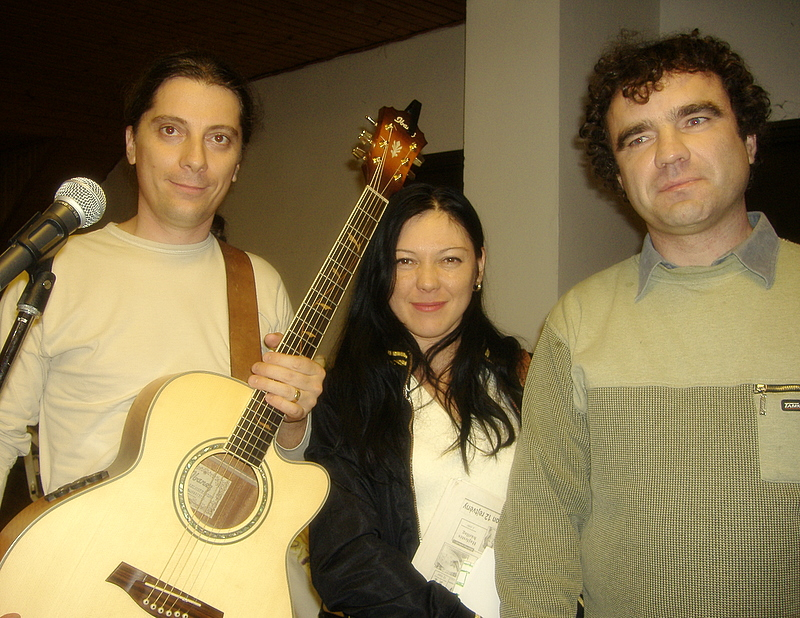
Zoltáni zs és Gabi társaságában

Cipő
A sarokba dobva,
Magányos dohogva
Lábadozik a cipő.
Elnyűtt bőrét fájdalom
Erezte, s szenvedte,
Mit rátestált az idő.
A sarokba dobva
Magába szagolva
Várja, míg lába kinő 

## Díjak
- 2006-ban elnyerte az Együtt Prózai Nívó-díját.
- 2007. Együtt nívó-díj tanulmány-esszé kategória.
- 2012. A Nemzeti Újságírásért díj bronz-keresztje.
- Nyertes pályázatok
- 2011-ben A sátán fattya című írása A Kaméleononline irodalmi portál pályázatán, az Újságírás kategóriában a legjobb 12 pályamű közé került.
- 2011-ben a Tanítványi Láncolat Irodalmi Klub internetes irodalmi portál Hangos könyv pályázatán A költő és az álköltő című próza a nyertesek között végzett.
- 2011-ben az ELTE Kosztolányi Dezső pályázatán az Édes Anna című novella helyezést ért el.
- 2012-ben a Cipő című verse elnyerte a Magyar Napló, A hónap verse címét.
- 2013-ban a Cédrus Alapítvány Weöres Sándor egyszavas vers pályázatán a nyertesek között végzett.
- 2014-ben, két versét beválogatták Az év versei 2014 című antológiába.

## Önálló kötetei
- Kárpátaljáról jöttem. Antológia Kiadó. Lakitelek, 2003
- A valóság szaga. Kisprózai vegyestál verskörettel, kárpátaljai módra. Illusztrációk: Magurszky Norbert. Felelős szerkesztő: Nagy Zoltán Mihály. Kárpátaljai Magyar Könyvek 142. Intermix Kiadó. Ungvár–Budapest, 2006
- Fallal az arcnak. Szociográfia. Intermix Kiadó. Ungvár–Budapest, 2008
- „Korhely” Lengyel János: Lyukkal bélelt zsebem, avagy Hogyan írjunk angolokat? Aforizmák. Borítóterv: Okto Média. Lektorálta: Lajtai Mariann. Munkatárs: Urbán Magdolna. Magánkiadás. Készült Hunyadi István és Hunyadi Ilona (Strasbourg) támogatásával. Budapest, 2009
- Halott ember karácsonya. Interjúkötet. Előszó: Urbán Magdolna. Fedélterv: Lengyel János. Lektorálta és szerkesztette: Nagy Zoltán Mihály. Kárpátaljai Magyar Könyvek 195. Intermix Kiadó. Ungvár–Budapest, 2009
- Mitracsek úr elfuserált életének hiteles története. (Lengy)el-beszélések. Előszó: Bertha Zoltán. Fedélterv és belső illusztrációk: Kis Judit. Felelős szerkesztő: Nagy Zoltán Mihály. Kárpátaljai Magyar Könyvek 218. Intermix Kiadó. Ungvár–Budapest, 2012. elektronikus változata a Kárpátaljai Magyar Művelődési Intézet honlapján olvasható: www.kmmi.org.ua
- Életbe töltve. Esszék, tanulmányok, elbeszélések. Bercsényi Miklós Alapítvány. Nagykanizsa, 2013
- Arc-poetikák. Beszélgetni jó. Interjúk. Intermix Kiadó. Ungvár–Budapest, 2015
- Mitracsek úr visszatér. Regény. Intermix Kiadó. Ungvár–Budapest, 2019

## Antológiákban
- Nyitott kapuk. Hegyaljai Alkotók Közössége. Tokaj, 2003
- Új vetés. Kárpátaljai fiatal alkotók antológiája. Intermix Kiadó. Ungvár, 2007
- Viszontlátás. Versek és novellák az Együtt folyóirat hét évfolyamának (2002-2008) lapszámaiból. Nagy Zoltán Mihály összeállításában. Intermix Kiadó. Ungvár–Budapest, 2009
- Arcok és énekek. Verses antológia – 2011. Szerkesztette: Madár János. Rím Könyvkiadó. Budapest, 2011
- Hangadó. Hangos könyv. Szerkesztette: Szinay Balázs. Felolvassa: Bakonyi Orsolya. 2011. július. Esszék: A költő és az álköltő
- Arcok és énekek. Verses antológia – 2012. Szerkesztette: Madár János. Rím Könyvkiadó. Budapest, 2012
- Arcok és énekek. Verses antológia – 2013. Szerkesztette: Madár János. Rím Könyvkiadó. Budapest, 2013
- Az év versei 2014. Antológia. Válogatta és szerkesztette Csontos János. Magyar Napló. Budapest, 2014
- Kárpát-medencei magyar irodalom 1920-tól az ezredfordulóig. Irodalomtörténeti kézikönyv és szöveggyűjtemény. Szerkesztette: Takaró Mihály. Méry Ratio Kiadó, 2017
- Viszontlátás II. Válogatás az Együtt folyóirat 2009 – 2017 közötti számainak szépirodalmi anyagából. Válogatta Vári Fábián László. Intermix Kiadó, Ungvár – Budapest, 2018
- A Kárpátaljai Magyar Művelődési élet jeles személyiségei. Szépirodalom, közírás, tudományos irodalom, művelődés. 1918-2018. felelős szerkesztő: Marcsák Gergely. Intermix Kiadó. Ungvár–Budapest, 2018

### Elektronikus irodalom
- Lengyel János. In: KarpatInfo.net/dosszié[halott link]
- Kárpátaljai Ifjúsági Szövetség (KÁRISZ) honlapja (2014-01-05): https://web.archive.org/web/20111109101533/http://karisz.egalnet.hu/object.14A3E46F-F51E-4D4F-93B2-BE74142D6227.ivy
- Lengyel János: Életem regénye egy nem mindennapi könyvbemutató. In: Irodalmi Jelen (2009. szeptember 11.)
- Csordás László: A felkészülődéstől a szétszóródásig. In: Kortárs online (2011 november)
- Haller Zoltán: Mitracsek úr, az idegenvezető. In: Új nautilus (2012)